# قرار مجلس الأمن التابع للأمم المتحدة رقم 2034
قرار مجلس الأمن التابع للأمم المتحدة رقم 2034، المتخذ بالإجماع في 19 يناير 2012. وإذ يلاحظ مع الأسف استقالة قاضي محكمة العدل الدولية عون شوكت الخصاونة، قرر المجلس، وفقا للنظام الأساسي للمحكمة، إجراء انتخابات لملء الشاغر في جلسة لمجلس الأمن وخلال الدورة المقبلة للجمعية العامة.
بدأ الخصاونة، وهو قاضي ورئيس وزراء الأردن السابق، العمل في المحكمة في 6 فبراير 2000 وشغل منصب نائب رئيس المحكمة بين عامي 2006 و2009.

## روابط خارجية
- نص القرار في undocs.org